# Sergiu Mocanu
Sergiu Mocanu (Ciobalaccia, 6 giugno 1961) è un politico moldavo.

## Biografia
È stato un membro del Parlamento della Moldavia (1994–2001), un membro del Fronte Popolare Cristiano Democratico, e un redattore del giornale "Ţara" (1994–1998). È stato anche membro del Partito della Rinascita e della Riconciliazione della Moldavia (1998–2003) e del Partito Liberale
È stato un ospite speciale (15 maggio 1994 – 25 settembre 1995) e rappresentante (25 settembre 1995 – 23 giugno 1997) all'Assemblea parlamentare del Consiglio d'Europa.
Sergiu Mocanu ha lavorato come consigliere del presidente della Moldavia Vladimir Voronin (2 febbraio 2004 - 26 giugno 2007). In seguito è diventato presidente dell'Azione della gente (Moldavia).

## Onorificenze
- Ordine "Ştefan cel Mare”, 1992 (il più alto distintivo militare in Moldavia)